# On My Way Home
On My Way Home é um single da cantora Enya, lançado em 1996 pela Warner Music.